# Batalla de Monte Cristi
La batalla de Monte Cristi o el desembarco de Monte Cristi fue un enfrentamiento bélico de la Guerra de Santo Domingo o Restauración ocurrido del 16 de mayo al 17 de mayo de 1864 durante el reinado de Isabel II de España. El ejército español comandado por el Gobernador Superior Civil y Capitán General de la Provincia de Santo Domingo, José de la Gándara, había desembarcado desde Santiago de Cuba (Capitanía General de Cuba) para reconquistar San Fernando de Monte Cristi, la cual había sido tomada por los independentistas desde el 17 de agosto de 1863.
La victoria española supuso el inicio del avancé español por el Cibao, avanzando a lo largo de la costa norte, y dicha batalla significó un gran logró para los españoles. La ciudad permanecería bajo control español hasta el abandono de Santo Domingo durante el quinto Gobierno del presidente del Consejo de Ministros y I duque de Valencia, Ramón María Narváez.

## Antecedentes

### Ocupación de la ciudad por los independentistas
El 17 de agosto de 1863 el Capitán Federico de Jesús García de la Cruz desde Guayubín improvisó un ejército con los peones que le acompañaron, marchó sobre San Fernando de Monte Cristi, y a las 2:00 p. m. tomó posesión de la ciudad y su fortaleza. La improvisada columna proclamó a Federico de Jesús García como Comandante de Armas y la ciudad permaneció bajo dominio de los independentistas mientras la revolución se extendía por toda la isla.

### Importancia Española de San Fernando de Monte Cristi
Los españoles le otorgaban a San Fernando de Monte Cristi un valor estratégico de primera magnitud, incluso más que Santiago de los Caballeros (sede del Gobierno insurrecto), tal como se aprecia en la obra de Ramón González Tablas, Capitán de infantería del ejército español, en su libro Historia de la dominación y última guerra de España en Santo Domingo, donde escribió lo siguiente:

“Cuando la insurrección se presentó con su verdadera fisonomía, fue general la opinión de los españoles de Santo Domingo de que convenía mandar fuerzas sobre Monte-Christi, porque se sabía que por aquel puerto, distante sólo cuatro horas de navegación de Haití, recibían los insurrectos auxilios de boca y guerra, a trueque de los productos del país que por él exportaban. Se tenía por cierto que privándoles de aquel punto, la insurrección languidecería hasta el extremo de acabar con su existencia.”
Ramón González Tablas

### Preparación para la expedición desde Santiago de Cuba

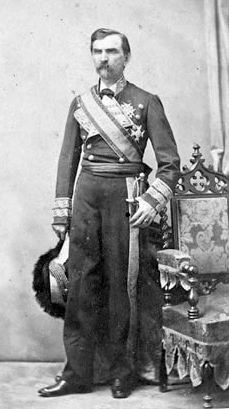
Teniente General don Domingo Dulce y Garay, Gobernador Superior Civil y Capitán General de la Capitanía General de Cuba.

El 30 de marzo de 1864 el Teniente General José de la Gándara asumió el mando como Gobernador Superior Civil y Capitán General de Santo Domingo en sustitución del antiguo militante carlista, Carlos de Vargas y Cerveto y entre las instrucciones del nombramiento De la Gándara se le facultó para que junto al Gobernador Superior Civil y Capitán General de Cuba, el Teniente General Domingo Dulce y Garay, pusieran todo su empeño personal para tomar de forma exitosa en San Fernando de Monte Cristi, y de una vez por todas sofocar la rebelión. Con el nombramiento se enviaron a Santo Domingo 10,000 hombres de tropa, con sus jefes y oficiales, organizados en batallones sueltos, y en La Habana se comenzó el reclutamiento, formación y organización de una columna de 4,000 hombres para unirse a la expedición a San Fernando de Monte Cristi.
El 11 de abril de 1864 se promulgaron sendas Reales Órdenes en las que se dictaron las disposiciones convenientes para que desde la península ibérica, la isla de Cuba y la Capitanía General de Puerto Rico se dotara convenientemente al cuerpo expedicionario que se dirigiría a San Fernando de Monte Cristi. La expedición debía estar lista para antes de otoño para evitar que el clima y las enfermedades dificultaran las acciones de guerra. Durante todo el mes de abril y parte del mes de mayo se procedió a organizar la expedición que quedó compuesta por 7,000 hombres, con su correspondiente dotación de artillería, caballería, parque de ingenieros, personal de sanidad, y víveres suficientes; todo al mando del Brigadier oriundo de San Felipe y Santiago de Montevideo, Rafael Primo de Rivera y Sobremonte.

## Expedición a San Fernando de Monte Cristi

### Anclaje y desembarco
El 15 de mayo de 1864 tuvo lugar la reunión de toda la fuerza expedicionaria y el día siguiente en la mañana se procedió al desembarco de toda la fuerza, se estudio el terreno y la zona de guerra. Las operaciones de desembarco se llevaron a cabo en la península que separa la Bahía de Monte Cristi de la Bahía de Manzanillo. Se desembarcaron 7 batallones, 300 ingenieros, 2 compañías de artilleros de montana y 1 escuadrón de lanceros con todo el material, ganado y aperos necesarios para la contienda. La tropa expedicionaria venia además protegida por 10 lanchas y botes armados.

### La Batalla

Variante del escudo de España usada en las banderas de los regimientos del ejército durante el reinado de Isabel II.

El 17 de mayo de 1864, De la Gándara ordenó marchar por el fondo de la Bahía de Manzanillo con el fin de envolver las posiciones separatistas acantonadas en San Fernando de Monte Cristi, para atacarlas por la retaguardia, y cortar el único punto que los insurrectos tenían ocupado, y que les permitía realizar la retirada hacia Santiago de los Caballeros, pero las lluvias de los días precedentes habían empantanado la zona, impidiendo ejecutar ese plan de combate. Vista la situación y aprovechando la marea baja se recondujo a la tropa y se le ordenó marchar por la orilla de la playa hasta la desembocadura del río Yaque del Norte, al llegar a ese punto los separatistas comenzaron a dispararles, sin embargo las lanchas de la real armada comenzaron a proteger a la tropa de tierra obligando a los separatistas a retirarse de la playa y refugiarse en una colina cercana. Luego de haberse superado ese obstáculo se encontraron los españoles que el Caño Santiago estaba crecido y tuvieron que cruzarlo nadando, allí los españoles fueron atacados de nuevo por los separatistas y una batería de montaña estuvo a punto de ser exterminada, ya que en pleno paso se vio atascada dentro del cauce del caño, teniendo que ser auxiliada por los batallones que ya habían cruzado el riachuelo y luego de haber superado el atasco los 3 batallones de vanguardia iniciaron el avance hacia la ciudad en donde se batieron con los insurrectos, derrotándolos a las pocas horas de iniciada la contienda apoyados por el resto de los batallones de la retaguardia.

## Consecuencias

### Situación inicial

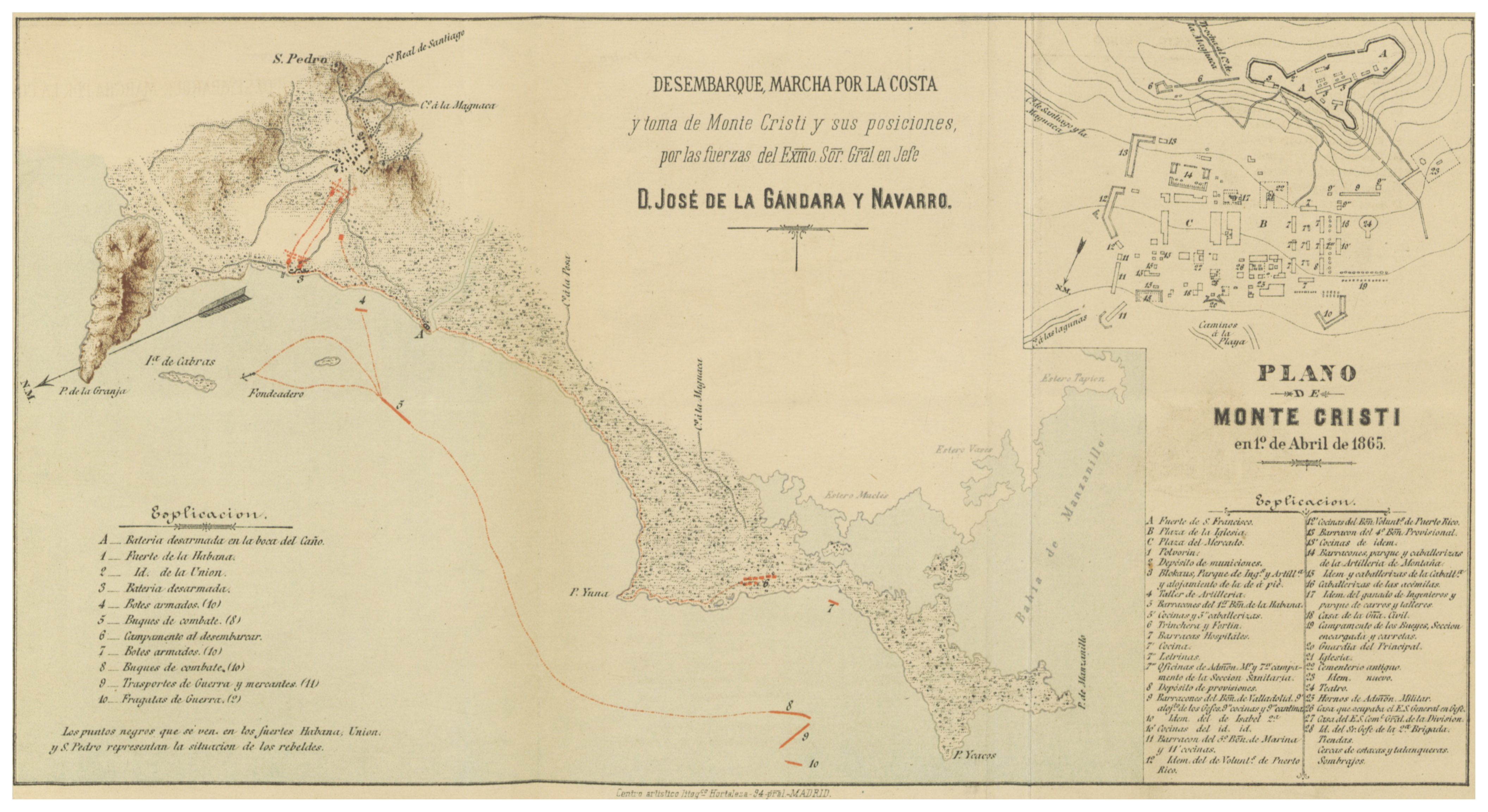
Plano de San Fernando de Monte Cristi del 1 de abril de 1865. Obra de don José de La Gándara.

De la Gándara durante la evaluación de los resultados de la campaña y con la victoria recién obtenida escribió:

“(...) los resultados materiales de esta operación consisten en haber quedado en nuestro poder el pueblo, los fuertes y las trincheras de Monte Cristi, con trece piezas de artillería y haber derrotado a un enemigo que se creía inexpugnable en sus posiciones verdaderamente ventajosas; quitándoles el Puerto de mas importancia para ellos, y por el que recibían de sus pocos encubiertos amigos de Hayti y de las Islas Turcas la mayor parte de los recursos con que se sostenía la revolución. Debe ser también de consecuencia el efecto moral que causo en los rebeldes la toma de este importante punto pues que entre las comunicaciones oficiales copiadas a sus jefes principales hay una orden del gobierno revolucionario en la que al recomendar al general enemigo la defensa de Monte Cristi se amonestaba para conservarlo a todo trance puesto que la caída de Monte Cristi podría considerarse como la muerte de la revolución. No puedo juzgar las perdidas que haya sufrido el enemigo, siete de nuestros prisioneros fugados que tenían empleados en trabajos de fortificación me aseguran que su dispersión y desmoralización fue completa, que llevaban bastantes heridos, además de algunos muertos que se encontraban en el sitio del combate...”
José de la Gándara

Luego los españoles intentaron ir a reconquistar Santiago de los Caballeros, sin embargo los separatistas bloquearon el camino y fueron emboscados desde los bosques en el camino por guerrilleros encabezados por Benito Monción junto a Pedro Antonio Pimentel, por lo que tuvieron que renunciar al objetivo que se habían propuesto de arrebatarle su sede al Gobierno insurrecto.

### Posterior situación de las tropas
A medida que pasaron los días el ejército de tierra se vio sometido a innumerables necesidades y diariamente en todos los puntos que tenían controlados en la isla fueron atacados por los separatistas. Las enfermedades no cesaron, y el hambre comenzó a devastar a los campamentos españoles. A finales de julio el comandante de un vapor mercante que paso por Puerto Rico informo a las autoridades que la tropa que guarnecía el fuerte de San Fernando de Monte Cristi carecía de víveres y carne fresca, encontrándose con muchas penurias y necesidades. De la Gándara se vio obligado a ordenar el estacionamiento temporero de la tropa en la ciudad, y salvo alguna que otra incursión de resistencia, poco a poco se fue adoptando una política de quietismo y espera.

### Intento de retomar la ciudad por los Independentistas
El 24 de mayo de 1864 apenas concluida las operaciones una fila de 1,500 separatistas se acerco a la línea española y atacó a un batallón de infantería español tomando un fuerte atrincherado en Laguna Verde.
El 30 de mayo de 1864 un destacamento español que estaba en labores de reconocimiento recibió un ataque imprevisto de un destacamento de 1,200 separatistas que lograron repeler pronto, pero cuando estaban de regreso a la ciudad fueron atacados de nuevo y tuvieron que ordenar una intempestiva retirada al campamento. El mismo día otra columna de infantería fue atacada en la población de El Peladero.
El 28 de diciembre de 1864 el General de División Gaspar Polanco y Borbón, presidente del Gobierno insurrecto de Santiago de los Caballeros quiso retomar San Fernando de Monte Cristi fracasando en el intento, siendo ésta la última acción infructuosa para los insurrectos en el Cibao.